# Yomra
Yomra ist eine Stadtgemeinde (Belediye) an der Küste des Schwarzen Meeres im gleichnamigen Ilçe (Landkreis) der Provinz Trabzon und gleichzeitig eine Gemeinde der 2012 geschaffenen Büyüksehir belediyesi Trabzon  (Großstadtgemeinde/Metropolprovinz Trabzon). Seit der Gebietsreform 2013 ist die Gemeinde flächen- und einwohnermäßig identisch mit dem Landkreis. Die Stadt liegt im Zentrum der Provinz und grenzt im Süden an die Provinz  Gümüşhane.

## Verwaltung
Der Kreis wurde im April 1959 aus dem zentralen Landkreis (Merkez Ilçe) ausgegliedert und bildet seitdem einen eigenen Kreis. Davor war Yomra eine eigene Nahiye dort (18 Dörfer mit dem Hauptort Dirona).
(Bis) Ende 2012 bestand der Landkreis neben der Kreisstadt aus den drei Stadtgemeinden (Belediye) Kaşüstü, Oymalıtepe und Özdil sowie 17 Dörfern (Köy), die während der Verwaltungsreform 2013 in Mahalle (Stadtviertel, Ortsteile) überführt wurden, die vier bestehenden Mahalle der Kreisstadt blieben unverändert erhalten. Den Mahalle steht ein Muhtar als oberster Beamter vor.
Ende 2020 lebten durchschnittlich 1.733 Menschen in jedem dieser derzeit 25 Mahalle, 15.311 Einw. im bevölkerungsreichsten (Kaşüstü).
Die im Stadtlogo zu findende Jahreszahl (1953) dürfte ein Hinweis auf das Jahr der Ernennung zur Belediye (Stadtgemeinde) sein.

## Sport
Der 1968 gegründete ortsansässige Fußballverein Yomraspor spielte nahezu seine gesamte Bestehenszeit in den unteren Amateurligen, schaffte im Sommer 2015 den Aufstieg in die TFF 3. Lig, die vierthöchste Spielklasse im türkischen Profifußball, und nahm so zum ersten Mal in der Vereinsgeschichte am türkischen Profifußball teil.